# David Atkins
David Atkins es un actor británico conocido por haber interpretado a Rob Edwards en la serie Hollyoaks.

## Biografía
En el 2012 comenzó a salir con la actriz Holly Weston, sin embargo la relación terminó.

## Carrera
En el 2009 interpretó a Liam Gargan en la serie The Street. 
En 2010 apareció como invitado en la serie de ciencia ficción Doctor Who, donde interpretó a Bob. Ese mismo año apareció en la serie Shameless, donde dio vida a Jimmy, y en el cortometraje Thinking Straight. 
El 28 de septiembre de 2011 se unió al elenco principal de la serie británica Hollyoaks donde interpretó a Rob Edwards, hasta el 18 de febrero de 2013 después de que su personaje decidiera mudarse a Londres con Annalise Appleton.
El 19 de octubre de 2016 se unió al elenco recurrente de la serie médica Doctors donde interpretó al oficial Tyler Green, hasta el 2 de febrero de 2017.

## Filmografía

### Series de televisión
| Año         | Título            | Personaje   | Notas         |
| ----------- | ----------------- | ----------- | ------------- |
| 2016 - 2017 | Doctors           | Tyler Green | 28 episodios  |
| 2011 - 2013 | Hollyoaks         | Rob Edwards | 103 episodios |
| 2010        | Thinking Straight | Josh        | Cortometraje  |
| 2010        | Doctor Who        | Bob         | 2 episodios   |
| 2010        | Shameless         | Jimmy       | 3 episodios   |
| 2009        | The Street        | Liam Gargan | Episodio #3.1 |